# Otolaryngology - Head and Neck Surgery
Otolaryngology-Head and Neck Surgery is een internationaal, aan collegiale toetsing onderworpen wetenschappelijk tijdschrift op het gebied van de
otorinolaryngologie en de hoofd-nek-chirurgie.
De naam wordt in literatuurverwijzingen meestal afgekort tot Otolaryngol. Head Neck Surg.
Het wordt uitgegeven door SAGE Publications namens de American Academy of Otolaryngology-Head and Neck Surgery en verschijnt maandelijks.
Het eerste nummer verscheen in 1995.